# تروي براون (لاعب كرة سلة)
تروي براون (3 أبريل 1971 في الولايات المتحدة - ) (بالإنجليزية: Troy Brown)‏ هو لاعب كرة سلة أمريكي في مركز هجوم صغير الجسم.

## وصلات خارجية
- تروي براون على موقع سبورتس رفرنس (الإنجليزية)
- تروي براون على موقع كرة السلة الأوروبية.كوم (الإنجليزية)
- تروي براون على موقع كلية كرة السلة في سبورتس رفرنس.كوم (الإنجليزية)
- تروي براون على موقع ريلجم (الإنجليزية)
- تروي براون على موقع بروبوليرز (الإنجليزية)